# Kocsis Brigitta
Kocsis Brigitta (Sátoraljaújhely, 1982. szeptember 29. –) magyar pornószínésznő. Művészneve Brigitta Bulgari.

## Életrajz
2004-ben a piacenzai Garilli stadionban megrendezésre került Piacenza–Catanzaro olasz másodosztályú labdarúgó-mérkőzésen meztelenül futott be a labdarúgó-pályára.
2010. május 23-án Kocsis Brigitta előzetes letartóztatásba került az olaszországi Montebellunában, mert 2010. február 27-én Fossato di Vico egyik diszkójában meztelenül önkielégítést végzett számos 15 és 16 éves előtt, akiknek azt is megengedte, hogy intim testrészeihez nyúljanak. Kocsis Brigitta éhségsztrájkba kezdett a börtönben az előzetes letartóztatás miatt.

## Díjak
- 2004 – Penthouse: Pet of the Month, május[12]
- 2004 – A 2004-es év playmateje Magyarországon[13]
- 2005 – Eroticline Awards Beste Newcomerin International[14]

## Filmszerepei (válogatás)
- B Like Beautiful (2006)
- Deeper in my Ass 4 (2006)
- Dietro da Impazzire 10 (2007)
- L'Aavaleuse (2007)
- Double Delight 4 (2006)
- Double Life of Candy (2006)
- Fashion (2003)
- High Class Eurosex 1,2,3, 5 (2005)
- Life	Pleasure Productions (2005)
- Solution (2004)
- Spermabiester (2008)
- Top Model (2006)
- Tutto su Brigitta (2008)
- Brigitte Bui : Le Feu Au Cul (2005)
- Brigitte Bui : La Totale (2005)
- Brigitte Bui 1ere Fois (2005)
- Top Models Abusees (2006)
- Brigitte Bui Sublime (2006)
- Doubles Passions (2006)
- Brigitte Bui Sex Party (2006)
- Brigitte Bui Je Suis Chienne, Et Alors... (2008)
- Brigitte Bui Porn Star (2008)
- Brigitte Bui Triple Partie (2008)
- Brigitte Bui : DP party (2009)